# حمله به رومل
حمله به رومل (به انگلیسی: Raid on Rommel) یک فیلم سینمایی آمریکایی درجه ب با سیستم تکنی کالر محصول سال ۱۹۷۱ میلادی به کارگردانی هنری هاتاوی داستان در طول جنگ جهانی دوم در آفریقای شمالی قرار دارد. بازیگرنقش اصلی ریچارد برتون به عنوان یک کماندو بریتانیایی که قصد نابودی اسکانهای اسلحه آلمانی در طبرق را دارد ایفا می‌کند.

## بازیگران
- ریچارد برتون در نقش الکس فاستر
- جان کولیکوس به عنوان Sgt. آلن مک کنزی
- کلینتون گرین به عنوان سرگرد. هیو تارکینگتون
- ولفگانگ پرایس در نقش اروین رومل
- دانیل د متز به عنوان ویوینان گاگلیاردو
- کارل-اوتو آلبرتی به عنوان سرو. هاینز شرودر
- کریستوفر کاری به عنوان کارمند پیتر ماریو
- جان ارکارد به عنوان دن گارت
- بروک ویلیامز به عنوان Sgt. جو ریلی
- گرگ مولوی به عنوان Pte. اد براون
- بن رایت به عنوان دریاسالار
- مایکل سوارید به عنوان Cpl. بیل ومبلی
- کریس اندرس به عنوان گروهبان تانک

## نقدها
این فیلم از نظر منتقدین ضعیف بود. دارای رتبه ۳۲٪ در را تن تومیتوز.